# Jacques Vernier
Pour les articles homonymes, voir Vernier et Jacques Vernier (homonymie).
Jacques Vernier, né le 3 juillet 1944 à Paris, est un homme politique français. Maire RPR puis UMP de la ville de Douai dans le Nord pendant 31 ans, il a également été député du Nord et député européen.
Spécialiste de l'environnement, il est actuellement président du Conseil supérieur de la prévention des risques technologiques (CSPRT) et président de la commission des filières de responsabilité élargie des producteurs (REP) en matière de déchets.

## Biographie

### Jeunesse et études
Jacques Vernier naît à Paris. Il suit des études scientifiques et est admis au sein de l'École polytechnique (promotion 1962). Il est également ingénieur du corps des mines. Il dispose d'un brevet de pilote aéronautique.
Il est marié.

### Parcours politique
Jacques Vernier adhère à l'UDR en 1975, avant de s'engager derrière Norbert Ségard dans les élections municipales de Lille en 1977. Il est parallèlement, depuis 1974, directeur de l'Agence de l'eau Nord-Artois-Picardie, à Douai.
Il est élu maire en 1983, poste qu'il conserve jusqu'en 2014. Actif sur les sujets financiers, il se passe d'un adjoint aux finances.
Entre 2002 et 2005, il est président de la communauté d'agglomération du Douaisis, ainsi que vice-président entre 2005 et 2014.
Parallèlement à ses fonctions de maire, il est conseiller régional du Nord-Pas-de-Calais entre 1983 et 1990, puis entre 1998 et 2015. Il est élu député européen en 1984, et le demeure jusqu'en 1993. Il devient à cette date député du Nord de la 17e circonscription (Douaisis) jusqu'en 1997.
Il décide de ne pas se représenter en 2014. Il est remplacé par Frédéric Chéreau.

### Parcours professionnel
En tant que maire, il est nommé à diverses fonctions en rapport avec l'environnement et l'énergie. Entre 1994 et 1997, alors également député, il est président de l'Agence de l'environnement et de la maîtrise de l'énergie (ADEME).
Entre 1997 et 2008, il est chef de la mission du transport des matières dangereuses au ministère des Transports.
En 2003, il est président du conseil d'administration de l'Institut national de l'environnement industriel et des risques (INERIS), poste qu'il conserve jusqu'en 2010.
Entre 2009 et 2012, il membre de l'Autorité environnementale. Entre 2012 et 2019, il est président de la société d'HLM Maisons et cités du Nord-Pas-de-Calais.
Depuis 1997, il est président de la commission interministérielle du transport de matières dangereuses et depuis 2004, président du conseil supérieur des installations classées, devenu Conseil supérieur de la prévention des risques technologiques (CSPRT),.
Il est également président de la Commission des filières de responsabilité élargie des producteurs (CIFREP) depuis 2016.
Depuis 2022, il est président du comité de dialogue sur les biotechnologies créé au sein de l'Agence nationale de sécurité sanitaire de l'environnement et du travail, à la suite de la disparition du Haut comité pour les biotechnologies.

### Vie associative
Il fonde en 1976 Douai-Consommateurs, association locale de l'UFC-Que Choisir qu'il préside jusqu'en 1983.
En 1976, il est élu président du PACT (Propagande et Action Contre les Taudis) de l'abbé Pierre, poste qu'il conserve jusqu'à son élection en tant que maire.

## Hommages et décorations
Un parc porte son nom à Douai.
- Commandeur de la Légion d'honneur Il est fait chevalier le 12 juillet 2002[10], promu officier le 22 avril 2011[11], puis commandeur le 1er juillet 2019[12],[13].
- Commandeur de l'ordre national du Mérite (2005)[14]
- Officier de l'ordre des Palmes académiques[15]

## Publications
- 1971 La Bataille de l'environnement Robert Laffont
- 1992 L'Environnement (PUF, coll. « Que sais-je ? », 11e édition - 2023)
- 1997 Les Énergies renouvelables (PUF, coll. « Que sais-je ? » 9e édition 2023)

### Sources et bibliographie
- L'Express, n°2985 du 18 septembre 2008